# باول جاكسون (لاعب دوري الرغبي)
باول جاكسون (بالإنجليزية: Paul Jackson)‏ هو لاعب دوري الرغبي بريطاني، ولد في 29 سبتمبر 1978 في ليدز في المملكة المتحدة.